# نقانق الكاري
نقانق الكاري  (بالألمانية: Currywurst) وهي وجبة سريعة في ألمانيا تحتوي على نقانق لحم الخنزير مطبوخ على البخار ومن ثم مقلي عادةً مايقطع إلى شرائح ويبهر بكاتشب الكاري، صلصة تحتوي على كتشب حار أو معجون الطماطم، وتبهر بمسحوق الكاري، أو كتشب مجهز بنكهة الكاري وتوابل أخرى. الطبق يقدم مع بطاطا مقلية.

## معرض صور

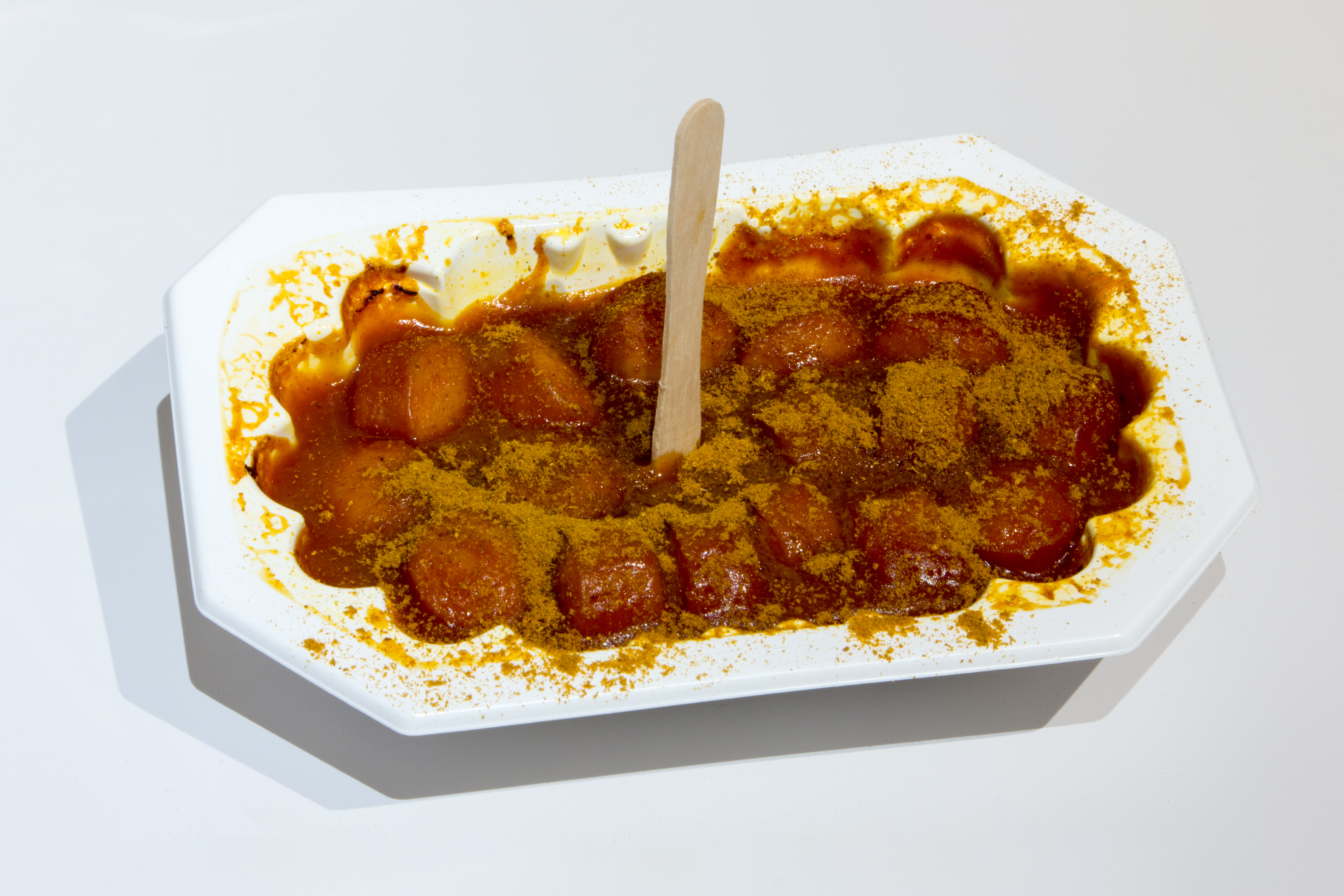
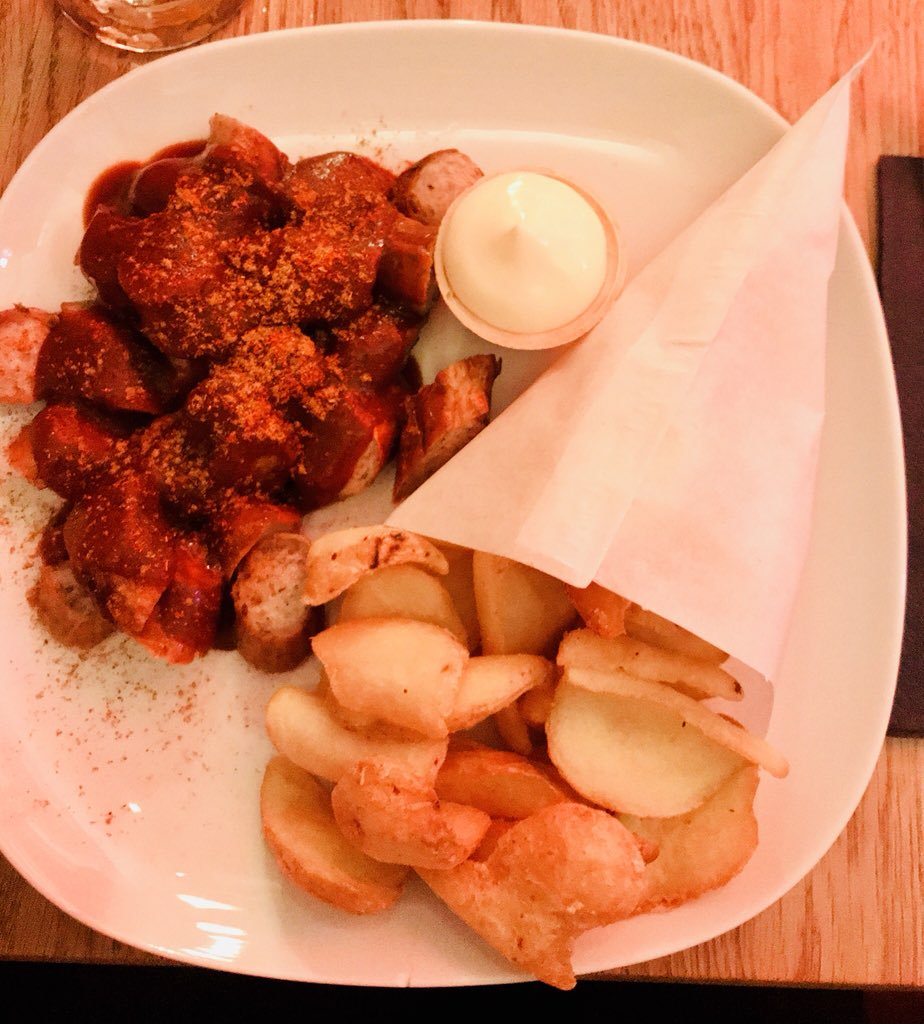
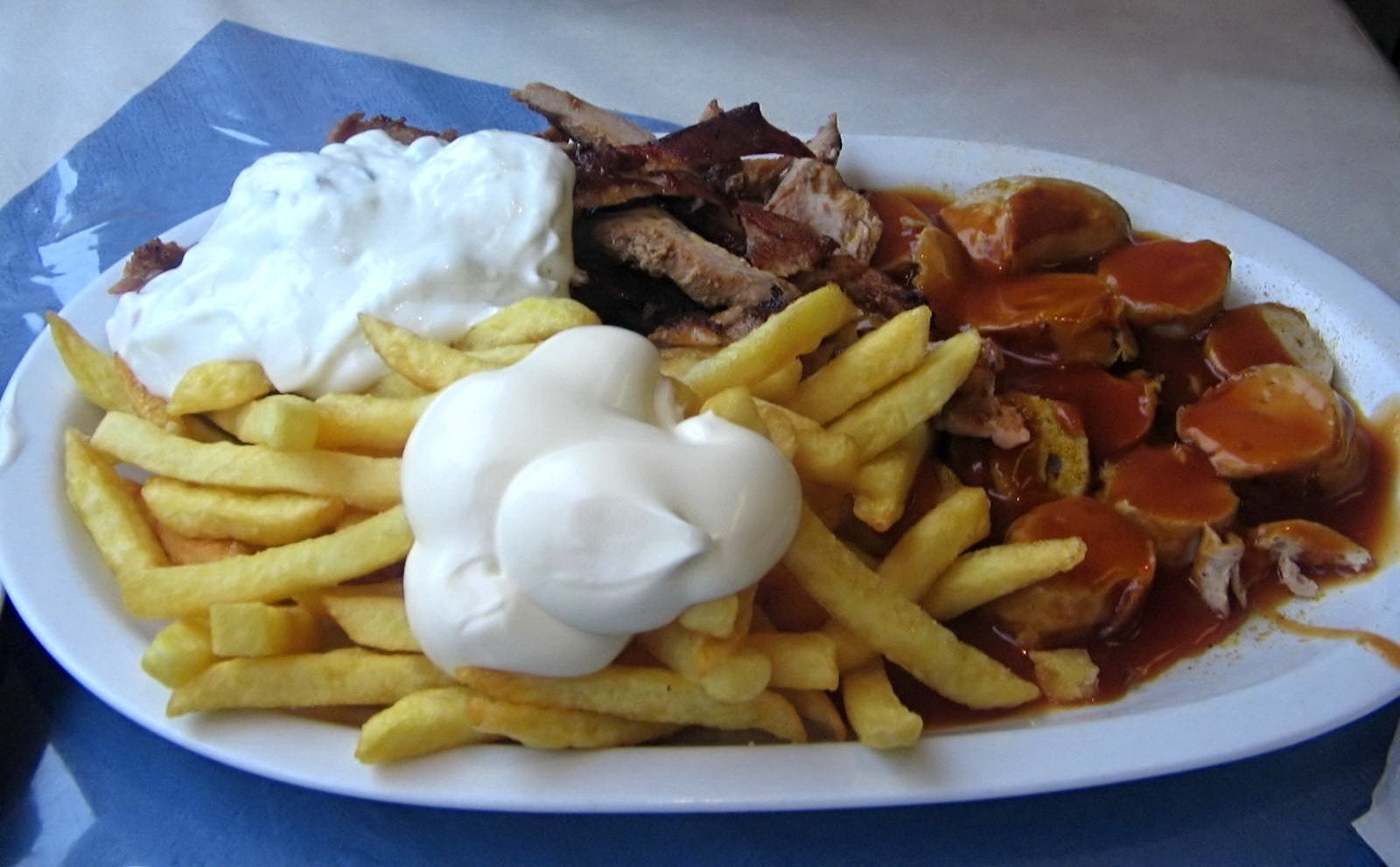